# Eliška Klimková-Deutschová
Eliška Klimková-Deutschová z d. Folkmannová (ur. 14 grudnia 1906 w Litomyšli; zm. 2 grudnia 1981 w Pradze) – czeska lekarka neurolog oraz nauczycielka akademicka.

## Życiorys
Eliška Folkmannová urodziła się w rodzinie rabina Izáka Folkmanna. Ukończyła realne gimnazjum w Chrudimiu i studiowała na wydziale lekarskim Uniwersytetu Karola w Pradze. Promocję jako doktor medycyny uzyskała 14 stycznia 1931. Podjęła najpierw pracę w klinice neurologicznej profesora Vladimira Haškoveca, następnie była około dwóch lat lekarzem w Brnie w klinice neurologiczno-psychiatrycznej kierowanej przez profesora Miroslava Křivego. 17 grudnia 1938 została żoną antropologa Jaroslava Klymko, którego bratem był Jan Kłymko.
We wrześniu 1939 otrzymała ze względów rasowych zakaz wykonywania zawodu oraz została deportowana do obozu koncentracyjnego Theresienstadt, gdzie została kierownikiem szpitala obozowego. Zajmowała się leczeniem i zwalczaniem epidemii, zwłaszcza wirusowego zapalenia mózgu w latach od 1942 do 1944. Później została deportowana do obozu Auschwitz-Birkenau oraz podobozu Groß-Rosen w Chrastawie.
Po zakończeniu wojny podjęła pracę w klinice neurologicznej u profesora Kamila Hannera w Pradze, gdzie zajęła się pracą naukową. W 1958 roku obroniła pracę kandydacką na temat neurastenii i psychoneurastenii. Przeprowadziła się do Pilzna, gdzie pełniła od 1961 do 1972 funkcję kierownika kliniki neurologicznej należącej do Wydziału Lekarskiego przy Uniwersytecie Karola w Pradze. W 1961 uzyskała też habilitację doktora nauk medycznych i prowadziła wykłady jako nauczyciel akademicki. Tytuł profesora uzyskała w kwietniu 1967 roku.

## Wybór publikacji
- et al.: Stručný přehled učení I.P. Pavlova. (Pavlovský seminář. Sborník prací) kolektivu neurologické kliniky Karlovy univ. SZdN, Praha 1954.
- et al.: Tuberkulosní zánět mozkomíšních plen u dospělých. SZdN, Praha 1955.
- Praktické problémy neurologie. (Sborník). SZdN, Praha 1956.
- et al.: Nervové projevy porfyrické choroby. SZdN, Praha 1957.
- ze Zdenkem Mackem: Neurasthenie und Pseudoneurasthenie. Eine klinische Studie. VEB Verlag Volk und Gesundheit, Berlin 1959.
- Casná diagnosa v průmyslové neurologii. Metodika, patoklise a prevence. Státní zdravotnické nakl., Praha 1965.
- z Františkem Hůzlem: Vliv životního a pracovního prostředí na zdraví člověka. Sborník vědeckých prací. Celofakultní vědecká konference lékařské fakulty University Karlovy v Plzni ve dnech 29.-30. listopadu 1965. Krajský ústav národního zdraví, Plzeň 1966.
- z Herbertem Pohlem: Die Frühdiagnose in der Industrieneurologie. Methodik, Pathoklise, Prophylaxe - mit 17 Tabellen. Verlag Volk und Gesundheit, Berlin 1972.

## Odznaczenia
- 1970: Plaketa České mírové rady
- 1971: Československá cena míru
- 1975: Zasloužilý bojovník proti fašismu 1. třídy
- Medaile České lékařské společnosti